# ミシガン州選出のアメリカ合衆国上院議員
ミシガン州選出のアメリカ合衆国上院議員は、ミシガン州から選出されたアメリカ合衆国上院議員である。6年毎に改選される。
ミシガン州は、1837年1月26日に連邦に加わった。

## 第1部
| 氏名                              | 氏名 | 所属政党   | 就任           | 退任           | 退任理由                        | 備考 |
| --------------------------------- | ---- | ---------- | -------------- | -------------- | ------------------------------- | --- |
| ルーシャス・ライアン              |      | 民主党     | 1837年1月26日  | 1839年3月4日   | 再選を求めず                    | |
| オーガスタス・S・ポーター         |      | ホイッグ党 | 1840年1月20日  | 1845年3月4日   | 再指名獲得に失敗                | |
| ルイス・カス                      |      | 民主党     | 1845年3月4日   | 1848年5月29日  | 辞職                            | 国務長官（1857年 - 1860年） 戦争長官（1831年 - 1836年） ミシガン準州知事（1813年 - 1831年） 駐仏公使（1836年 - 1842年） |
| トマス･フィッツジェラルド         |      | 民主党     | 1848年6月8日   | 1849年3月4日   |                                 | |
| ルイス・カス                      |      | 民主党     | 1849年3月4日   | 1857年3月4日   |                                 | 国務長官（1857年 - 1860年） 戦争長官（1831年 - 1836年） ミシガン準州知事（1813年 - 1831年） 駐仏公使（1836年 - 1842年） |
| ザカリアー・チャンドラー          |      | 共和党     | 1857年3月4日   | 1875年3月4日   | 再選に失敗                      | 内務長官（1875年 - 1877年）                                                                                             |
| アイザック・P・クリスティアンシー |      | 共和党     | 1875年3月4日   | 1879年2月10日  | 辞職                            | ミシガン州最高裁判所長官（1872年 - 1874年）                                                                             |
| ザカリアー・チャンドラー          |      | 共和党     | 1879年2月22日  | 1879年11月1日  | 死亡                            | 内務長官（1875年 - 1877年）                                                                                             |
| ヘンリー・P・ボールドウィン       |      | 共和党     | 1879年11月17日 | 1881年3月4日   | 再選を求めず                    | ミシガン州知事（1869年 - 1873年）                                                                                       |
| オマー・D・コンガー               |      | 共和党     | 1881年3月4日   | 1887年3月4日   | 再指名獲得に失敗                | |
| フランシス・B・ストックブリッジ   |      | 共和党     | 1887年3月4日   | 1894年4月30日  |                                 | |
| ジョン・パットン・ジュニア        |      | 共和党     | 1894年5月5日   | 1895年1月14日  | 空席を埋めるため就任。 のち落選 | |
| ジュリアス・C・バロウズ           |      | 共和党     | 1895年1月24日  | 1911年3月4日   | 再指名獲得に失敗                | |
| チャールズ・E・タウンゼンド       |      | 共和党     | 1911年3月4日   | 1923年3月4日   | 再選に失敗                      | |
| ウッドブリッジ・N・フェリス       |      | 民主党     | 1923年3月4日   | 1928年3月23日  | 死亡                            | ミシガン州知事（1913年 - 1916年）                                                                                       |
| アーサー・H・ヴァンデンバーグ     |      | 共和党     | 1928年3月31日  | 1951年4月18日  | 死亡                            | 上院仮議長（1947年 - 1949年）                                                                                           |
| ブレア・ムーディ                  |      | 民主党     | 1951年4月23日  | 1952年11月4日  | 空席を埋めるため就任。 のち落選 | |
| チャールズ・E・ポッター           |      | 共和党     | 1952年11月5日  | 1959年1月3日   | 再選に失敗                      | |
| フィリップ・ハート                |      | 民主党     | 1959年1月3日   | 1976年12月26日 | 死亡                            | ミシガン州知事（1953年 - 1954年） ミシガン州副知事（1955年 - 1958年）                                                   |
| ドナルド・W・リーグル・ジュニア   |      | 民主党     | 1976年12月30日 | 1995年1月3日   | 再選を求めず                    | |
| スペンサー・エイブラハム          |      | 共和党     | 1995年1月3日   | 2001年1月3日   | 再選に失敗                      | エネルギー長官（2001年 - 2005年）                                                                                       |
| デビー・スタブナウ                |      | 民主党     | 2001年1月3日   | 現職           |                                 | |

## 第2部
| 氏名                          | 氏名 | 所属政党   | 就任           | 退任           | 退任理由     | 備考                                                          |
| ----------------------------- | ---- | ---------- | -------------- | -------------- | ------------ | ------------------------------------------------------------- |
| ジョン・ノーヴェル            |      | 民主党     | 1837年1月26日  | 1841年3月4日   | 再選を求めず |                                                               |
| ウィリアム・ウッドブリッジ    |      | ホイッグ党 | 1841年3月4日   | 1847年3月4日   | 再選を求めず | ミシガン州知事（1840年 - 1841年）                             |
| アルフィウス・フェルチ        |      | 民主党     | 1847年3月4日   | 1853年3月4日   |              | ミシガン州知事（1846年 - 1847年）                             |
| チャールズ・E・ステュアート   |      | 民主党     | 1853年3月4日   | 1859年3月4日   | 再選を求めず |                                                               |
| キンズリー・S・ビンガム       |      | 共和党     | 1859年3月4日   | 1861年10月5日  |              | ミシガン州下院議長（1841年 - 1847年）                         |
| ジェイコブ・M・ハワード       |      | 共和党     | 1862年1月17日  | 1871年3月4日   |              | ミシガン州司法長官（1855年 - 1860年）                         |
| トマス・W・フェリー           |      | 共和党     | 1871年3月4日   | 1883年3月4日   | 再選に失敗   |                                                               |
| トマス・W・パルマー           |      | 共和党     | 1883年3月4日   | 1889年3月4日   |              | 駐西公使（1889年 - 1890年）                                   |
| ジェームズ・マクミラン        |      | 共和党     | 1889年3月4日   | 1902年8月10日  | 死亡         |                                                               |
| ラッセル・A・アルジャー       |      | 共和党     | 1902年9月27日  | 1907年1月24日  | 死亡         | 戦争長官（1897年 - 1899年） ミシガン州知事（1885年 - 1887年） |
| ウィリアム・A・スミス         |      | 共和党     | 1907年2月9日   | 1919年3月4日   | 再選を求めず |                                                               |
| トゥルーマン・H・ニューベリー |      | 共和党     | 1919年3月4日   | 1922年11月18日 | 辞職         |                                                               |
| ジェームズ・J・カズンズ       |      | 共和党     | 1922年11月29日 | 1936年10月22日 | 死亡         |                                                               |
| プレンティス・M・ブラウン     |      | 民主党     | 1936年11月19日 | 1943年1月3日   | 再選に失敗   |                                                               |
| ホーマー・S・ファーガソン     |      | 共和党     | 1943年1月3日   | 1955年1月3日   | 再選に失敗   | 駐比大使（1955年 - 1956年）                                   |
| パトリック・V・マクナマラ     |      | 民主党     | 1955年1月3日   | 1966年4月30日  | 死亡         |                                                               |
| ロバート・P・グリフィン       |      | 共和党     | 1966年5月11日  | 1979年1月3日   | 再選に失敗   |                                                               |
| カール・レヴィン              |      | 民主党     | 1979年1月3日   | 現職           |              |                                                               |